# 101 Virginis
101 Virginis, eller CY Bootis, är en pulserande variabel av halvregelbunden typ (SRB) i stjärnbilden Björnvaktaren. Trots sin Flamsteed-beteckning tillhör den inte Jungfruns stjärnbild. Den ligger på gränsen mellan stjärnbilderna och fick byta tillhörighet vid översynen av gränser mellan stjärnbilderna år 1930 och benämns sedan bytet av stjärnbild ofta med sin variabeldesignation, CY Boo.
Stjärnan har en genomsnittlig visuell magnitud av 5,84 som varierar mellan +5,74 och 5,9 utan någon fastställd periodicitet. Baserat på parallaxmätning inom Hipparcosuppdraget på ca 3,4 mas, beräknas den befinna sig på ett avstånd på ca 970 ljusår (ca 300 parsek) från solen. Den rör sig närmare solen med en heliocentrisk radiell hastighet på ca -11 km/s.

## Egenskaper
101 Virginis är en röd till orange jättestjärna  av spektralklass M3 IIIa, och befinner sig för närvarande på den asymptotiska jättegrenen. Den har en radie som är ca 77 gånger större än solens och utsänder ca 1 080 gånger mera energi än solen från dess fotosfär vid en effektiv temperatur på ca 3 700 K.
Variabiliteten hos 101 Virginis är inte väl definierad men en primär period på 23 dygn och en sekundär period på 340 dygn har observerats. Den listas i Hipparcos-katalogen som en stjärna som misstänkts vara flera men för vilka Hipparcos-observationerna inte gav en tillfredsställande lösning. Ytterligare observationer har alltid visat att den är ensam stjärna.